# Norwegian Wood (film)
Norwegian Wood (jap. ノルウェイの森 Noruwei no mori) – japoński melodramat z 2010 roku w reżyserii Trần Anh Hùnga, zrealizowany na podstawie powieści pod tym samym tytułem japońskiego pisarza Harukiego Murakamiego. Wyprodukowany przez wytwórnię filmową Toho Studios. Zdjęcia kręcono w Tokio oraz w Kamikawa (prefektura Hyōgo).

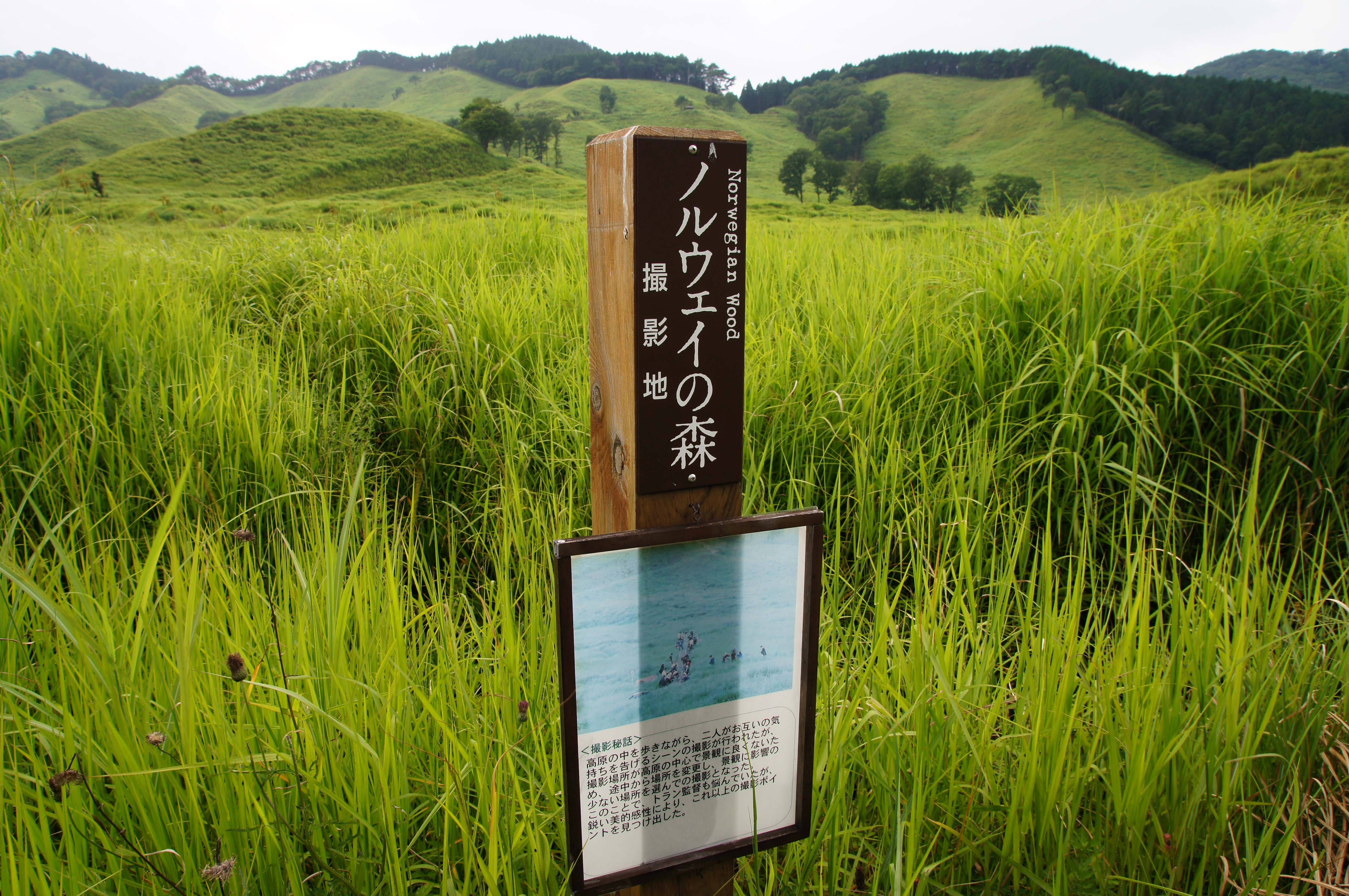
Płaskowyż Tonomine w pref. Hyōgo, tablica upamiętniająca miejsce zdjęć do filmu

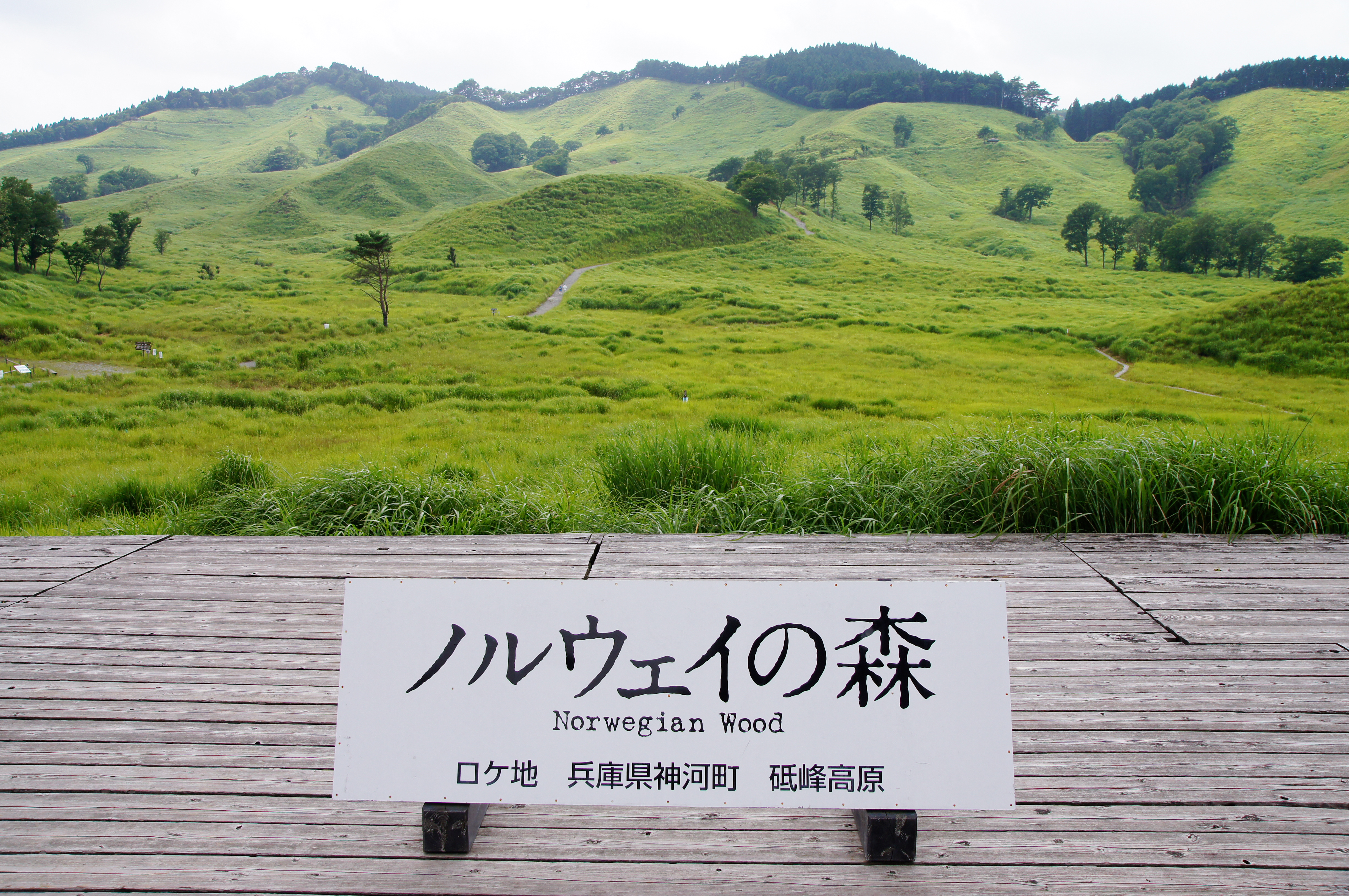
Jak powyżej

Premiera filmu miała miejsce 2 września 2010 podczas 67. MFF w Wenecji, gdzie obraz startował w konkursie głównym. Trzy miesiące później, 11 grudnia 2010, premiera filmu odbyła się w Japonii.

## Fabuła
Akcja filmu rozgrywa się w Tokio w latach 60. XX wieku. Wrażliwy student Tōru Watanabe (Ken’ichi Matsuyama) jest zakochany w Naoko (Rinko Kikuchi). Samobójcza śmierć przyjaciela oddala ich od siebie. Tōru pogrąża się w smutku. Jego nastawienie do świata zmienia spotkanie z przebojową Midori (Kiko Mizuhara). Chłopak musi dokonać trudnego wyboru.

## Obsada
Źródło: Filmweb
- Rinko Kikuchi jako Naoko
- Ken’ichi Matsuyama jako Tōru Watanabe
- Tetsuji Tamayama jako Nagasawa
- Kiko Mizuhara jako Midori
- Kengo Kôra jako Kizuki
- Reika Kirishima jako Reiko Ishida
- Eriko Hatsune jako Hatsumi
- Tokio Emoto jako Totsugekitai

i inni

## Nagrody i nominacje
| Festiwal Filmowy                               | Data ceremonii  | Kategoria                      | Uczestnicy/Odbiorcy | Wynik      |
| ---------------------------------------------- | --------------- | ------------------------------ | ------------------- | ---------- |
| 67. Międzynarodowy Festiwal Filmowy w Wenecji  | 2 września 2010 | Złoty Lew                      | Norwegian Wood      | Nominacja  |
| 35. Międzynarodowy Festiwal Filmowy w Toronto  | 9 września 2010 | Specjalne prezentacje          | Norwegian Wood      | Uczestnik  |
| 7. Międzynarodowy Festiwal Filmowy w Dubaju    | 12 grudnia 2010 | Muhr Asia Africa               | Norwegian Wood      | Nominacja  |
| 7. Międzynarodowy Festiwal Filmowy w Dubaju    | 12 grudnia 2010 | Muhr Asia Africa Best Composer | Jonny Greenwood     | Zwycięstwo |
| 5. Azjatyckie Nagrody Filmowe                  | 21 marca 2011   | Najlepsza aktorka              | Rinko Kikuchi       | Nominacja  |
| 5. Azjatyckie Nagrody Filmowe                  | 21 marca 2011   | Najlepsze zdjęcia              | Mark Lee Ping-bin   | Zwycięstwo |
| 5. Azjatyckie Nagrody Filmowe                  | 21 marca 2011   | Najlepsze kostiumy             | Yen-khe Luguern     | Nominacja  |
| 30. Międzynarodowy Festiwal Filmowy w Stambule | Kwiecień 2011   | FIPRESCI                       | Trần Anh Hùng       | Zwycięstwo |